# Oncideres amo
Oncideres amo là một loài bọ cánh cứng trong họ Cerambycidae.